# Martina Müller (football)
Pour les articles homonymes, voir Müller et Martina Müller.
Martina Müller est une footballeuse allemande née le 18 avril 1980 à Cassel. Elle évolue au poste d'attaquante au VfL Wolfsbourg et en équipe d'Allemagne.
Elle fait ses débuts en équipe nationale le 6 mars 2001 face à l'équipe de Chine. 
Avec l'Allemagne, Martina remporte la Coupe du monde féminine 2003 puis celle de 2007. Elle inscrit un but lors de la demi-finale de la Coupe du monde 2007 face à la Norvège (victoire de l'Allemagne 3-0). 
Également avec sa sélection nationale, elle se voit sacrée championne d'Europe en 2001 puis en 2009.
Au 29 mai 2015, Martina possède 101 sélections et 37 buts en équipe d'Allemagne.

## Carrière
- 1998-2004 : FSV Francfort
- 2000-2005 : SC 07 Bad Neuenahr
- 2005-2015 : VfL Wolfsbourg

### Statistiques détaillées
| Saison                | Club                  | Championnat           | Championnat | Championnat | Coupe(s) nationale(s) | Coupe(s) nationale(s) | Compétition(s) continentale(s) | Compétition(s) continentale(s) | Compétition(s) continentale(s) | Total | Total |
| Saison                | Club                  | Division              | M.          | B.          | M.                    | B.                    | Comp.                          | M.                             | B.                             | M.    | B.    |
| 1999-2000             | FSV Francfort         | Frauen Bundesliga     | 22          | 15          |                       |                       | -                              | -                              | -                              | 22    | 15    |
| Sous-total            | Sous-total            | Sous-total            | 22          | 15          |                       |                       | -                              | -                              | -                              | 22    | 15    |
| 2000-2001             | SC 07 Bad Neuenahr    | Frauen Bundesliga     | 21          | 17          |                       |                       | -                              | -                              | -                              | 21    | 17    |
| 2001-2002             | SC 07 Bad Neuenahr    | Frauen Bundesliga     | 18          | 10          |                       |                       | -                              | -                              | -                              | 18    | 10    |
| 2002-2003             | SC 07 Bad Neuenahr    | Frauen Bundesliga     | 21          | 14          |                       |                       | -                              | -                              | -                              | 21    | 14    |
| 2003-2004             | SC 07 Bad Neuenahr    | Frauen Bundesliga     | 19          | 16          |                       |                       | -                              | -                              | -                              | 19    | 16    |
| 2004-2005             | SC 07 Bad Neuenahr    | Frauen Bundesliga     | 10          | 5           |                       |                       | -                              | -                              | -                              | 10    | 5     |
| Sous-total            | Sous-total            | Sous-total            | 89          | 62          |                       |                       | -                              | -                              | -                              | 89    | 62    |
| 2004-2005             | VfL Wolfsburg         | Frauen Bundesliga     | 10          | 5           |                       |                       | -                              | -                              | -                              | 10    | 5     |
| 2005-2006             | VfL Wolfsburg         | 2.Frauen Bundesliga   |             | 36          |                       |                       | -                              | -                              | -                              | 0     | 36    |
| 2006-2007             | VfL Wolfsburg         | Frauen Bundesliga     | 22          | 11          | 1+                    | 1+                    | -                              | -                              | -                              | 23    | 12    |
| 2007-2008             | VfL Wolfsburg         | Frauen Bundesliga     | 20          | 15          |                       |                       | -                              | -                              | -                              | 20    | 15    |
| 2008-2009             | VfL Wolfsburg         | Frauen Bundesliga     | 22          | 21          | 2                     | 0                     | -                              | -                              | -                              | 24    | 21    |
| 2009-2010             | VfL Wolfsburg         | Frauen Bundesliga     | 21          | 14          | 3                     | 5                     | -                              | -                              | -                              | 24    | 19    |
| 2010-2011             | VfL Wolfsburg         | Frauen Bundesliga     | 22          | 20          | 2                     | 0                     | -                              | -                              | -                              | 24    | 20    |
| 2011-2012             | VfL Wolfsburg         | Frauen Bundesliga     | 19          | 8           | 2                     | 1                     | -                              | -                              | -                              | 21    | 9     |
| 2012-2013             | VfL Wolfsburg         | Frauen Bundesliga     | 22          | 12          | 4                     | 6                     | C1                             | 9                              | 6                              | 35    | 24    |
| 2013-2014             | VfL Wolfsburg         | Frauen Bundesliga     | 21          | 16          | 2                     | 3                     | C1                             | 8                              | 10                             | 31    | 29    |
| 2014-2015             | VfL Wolfsburg         | Frauen Bundesliga     | 21          | 11          | 4                     | 4                     | C1                             | 8                              | 3                              | 33    | 18    |
| Sous-total            | Sous-total            | Sous-total            | 200         | 169         | 20                    | 20                    | -                              | 25                             | 19                             | 245   | 208   |
| Total sur la carrière | Total sur la carrière | Total sur la carrière | 311         | 246         | 20                    | 20                    | -                              | 25                             | 19                             | 356   | 285   |

## Palmarès

### En sélection nationale
- Championne du monde : 2003 et 2007.
- Championne d'Europe : 2001 , 2005 et 2009.
- Médaille de bronze aux Jeux olympiques d'Athènes en 2004

### En club
- Vainqueur de la Ligue des champions féminine de l'UEFA 2012-2013 et 2013-2014
- Vainqueur du Championnat d'Allemagne de football féminin 2012-2013 et 2013-2014
- Vainqueur de la Coupe d'Allemagne de football féminin 2012-2013 et 2014-2015

### Distinctions individuelles
- Silbernes Lorbeerblatt en 2007
- Footballeuse allemande de l'année 2013
- Meilleure buteuse de la Ligue des champions féminine de l'UEFA 2013-2014